# Kryzys finansowy w Islandii
Kryzys finansowy w Islandii – kryzys finansowy zaistniały podczas ogólnoświatowego kryzysu finansowego w 2008 r. Jego przyczyną była utrata zdolności do bieżącego refinansowania krótkoterminowych zobowiązań przez trzy największe banki komercyjne w kraju (Kaupthing Bank, Landsbanki, Glitnir), ze względu na masowe wycofywanie depozytów przez klientów z licznych zagranicznych oddziałów Landsbanki i Kaupthing Bank, co w konsekwencji doprowadziło do utraty płynności finansowej i przejęcia ich na początku października 2008 przez islandzki nadzór bankowy pod zarząd komisaryczny.
Ze względu na to, że w znacznej części banki te działały za granicą w formie niesamodzielnych oddziałów na zasadzie jednolitej licencji podlegały one islandzkiemu nadzorowi bankowemu kraju macierzystego, jak również wkłady w tych bankach objęte były islandzkim systemem gwarantowania depozytów, który w tych okolicznościach dalece nie był w stanie obsłużyć wynikających z tego rekompensat.

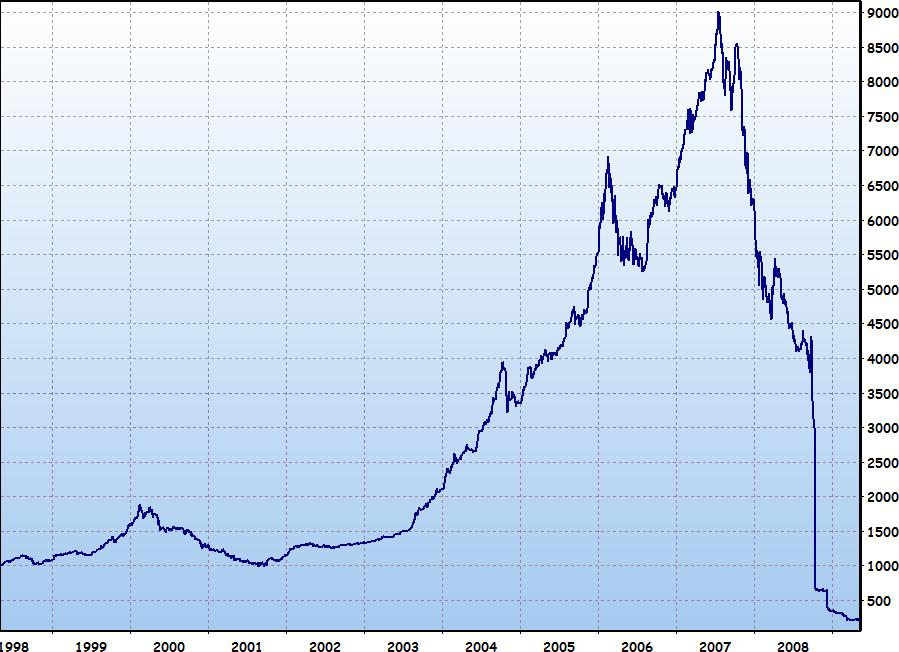
Wartość indeksu giełdowego OMX Iceland 15 od stycznia 1998 do października 2008

## Przebieg kryzysu
Dostęp do zagranicznych rynków dłużnych papierów wartościowych stanowił główne źródło rozwoju banków islandzkich, w szczególności w latach 2003–2006. Wspomniane źródło finansowania zaczęło się jednak wyczerpywać, a zagraniczne agencje ratingowe wyraziły zaniepokojenie faktem, iż stosunek wielkości pożyczek udzielanych przez te banki do wielkości ich depozytów był niski w porównaniu z innymi (zagranicznymi) bankami.
Islandzkie banki komercyjne (w szczególności Landsbanki) zareagowały na zaistniałą sytuację, gromadząc depozyty za granicą. Od końca trzeciego kwartału 2006 r. do połowy 2007 r. wielkość depozytów klientów Landsbanki uległa potrojeniu – co stanowiło wzrost o niemal 10 mld EUR. Wzrost ten wynikał głównie z depozytów pozyskanych w oddziale Landsbanki w Wielkiej Brytanii, gdzie wartość depozytów detalicznych wzrosła z poziomu zerowego do 6,6 mld EUR, podczas gdy wartość depozytów hurtowych (w oddziałach w Wielkiej Brytanii i Holandii) wzrosła do 2,5 mld EUR.
29 września 2008 rząd Islandii przejął trzeci co do wielkości bank Glitnir.
W dniu 3 października 2008 r. Europejski Bank Centralny wydał w odniesieniu do Landsbanki wezwanie do uzupełnienia depozytu zabezpieczającego kwotą 400 mln EUR, i chociaż decyzja ta została później cofnięta, w oddziale banku w Wielkiej Brytanii doszło do wybuchu paniki bankowej, co wiązało się z koniecznością udostępnienia dużych sum w funtach szterlingach.
W dniu 6 października 2008 r. parlament Islandii przyjął ustawę kryzysową. Na mocy tej ustawy islandzki urząd nadzoru finansowego (FME) został wyposażony w nadzwyczajne uprawnienia do przejmowania kontroli nad przedsiębiorstwami finansowymi i do rozporządzania ich aktywami i zobowiązaniami wedle potrzeby. Ponadto uchwalono, że w postępowaniach upadłościowych prowadzonych w odniesieniu do przedsiębiorstw finansowych depozyty będą miały pierwszeństwo względem innych wierzytelności. Rząd zadeklarował objęcie pełną ochroną depozytów w krajowych bankach komercyjnych i kasach oszczędnościowych oraz w ich oddziałach w Islandii.
W dniu 6 października islandzki bank centralny odrzucił wniosek Landsbanki o udzielenie pomocy. W następstwie niewywiązania się przez bank z obowiązku udostępnienia funduszy w kwocie wymaganej przez Urząd Regulacji Rynków Finansowych władze brytyjskie zamknęły oddział. Następnego dnia holenderski bank centralny wystąpił o wyznaczenie likwidatora w odniesieniu do oddziału Landsbanki w Amsterdamie. Tego samego dnia islandzki urząd nadzoru finansowego zawiesił radę dyrektorów Landsbanki, przejął uprawnienia przysługujące zgromadzeniom udziałowców i, korzystając z uprawnień przyznanych mu na mocy ustawy kryzysowej, powołał w ich miejsce komitet ds. restrukturyzacji i uporządkowanej likwidacji.
Początkowo priorytety polityki stabilizacyjnej koncentrowały się na zabezpieczeniu podstawowego funkcjonowania krajowego systemu bankowości, płatności i rozrachunku. W pierwszych tygodniach po upadku banków rząd Islandii, we współpracy z Międzynarodowym Funduszem Walutowym (MFW), przygotował również program gospodarczy, co doprowadziło do zatwierdzenia w dniu 20 listopada 2008 r. wniosku Islandii o przyznanie jej przez Fundusz dwuletniej promesy kredytowej obejmującej pożyczkę z MFW w wysokości 2,1 mld USD w celu wzmocnienia islandzkich rezerw walutowych. Uzyskano także dodatkowe pożyczki o łącznej wartości do 3 mld USD od innych krajów nordyckich, jak również od niektórych partnerów handlowych. W ramach pożyczki udzielonej przez MFW kwota 827 mln USD została udostępniona natychmiast, podczas gdy pozostała jej część była wypłacana w ośmiu równych transzach, z zastrzeżeniem pomyślnego przejścia przeprowadzanych co kwartał kontroli realizacji programu.
Na mocy ustawy kryzysowej trzy duże banki komercyjne – Glitnir Bank, Landsbanki oraz Kaupthing Bank – zostały podzielone na „dawne” i „nowe” banki (m.in. Landsbankinn). Minister finansów założył trzy spółki akcyjne, którym powierzył zadanie przejęcia operacji prowadzonych na szczeblu krajowym przez dawne banki, i powołał ich rady dyrektorów. FME przejęło kontrolę nad dawnymi bankami, zasadniczo przydzielając ich aktywa i zobowiązania (depozyty) krajowe nowym bankom, które kontynuowały prowadzenie działalności bankowej w Islandii. Dawne banki zostały objęte nadzorem odpowiednich komitetów ds. restrukturyzacji i uporządkowanej likwidacji. Aktywa i zobowiązania zagraniczne zostały w przeważającej części przeniesione do dawnych banków, które następnie poddano procedurom likwidacyjnym, a wszystkie operacje zagraniczne zostały ostatecznie zamknięte.
Od jesieni 2008 r. z rynku zniknął szereg przedsiębiorstw finansowych (oprócz „dawnych” dużych banków komercyjnych Glitnir, Kaupthing i Landsbanki): Sparisjóðabanki Íslands (dawniej Icebank), Reykjavík Savings Bank (SPRON), Sparisjóður Mýrasýslu (Myrasysla Savings Bank, SPM), VBS Investment Bank oraz Askar Capital Investment Bank. Znacznemu ograniczeniu uległa również działalność prowadzona przez Straumur-Burdaras Investment Bank i Saga Capital Investment Bank.
W programie stabilizacji gospodarczej opracowanym w konsultacji z MFW przewidziano przeprowadzenie przeglądu całości ram regulacyjnych w zakresie świadczenia usług finansowych i sprawowanie nadzoru w celu lepszego zabezpieczenia się przed wybuchem kryzysu finansowego w przyszłości.
W przeprowadzonym w 2010 r. referendum obywatele Islandii odrzucili wynegocjowany układ o zwrocie przez Islandię środków wypłaconych zagranicznym deponentom przez rządy Holandii i Wielkiej Brytanii.

## Przyczyny
Przyczyny załamania islandzkiego systemu bankowego zostały zbadane przez specjalną komisję dochodzeniową (SIC) powołaną przez parlament Islandii, odpowiedzialną za zbadanie i przeprowadzenie analizy procesów.
W 2001 r. (łączna) wartość bilansów trzech głównych banków przekraczała nieznacznie wysokość rocznego produktu krajowego brutto („PKB”) Islandii.
Dostępność międzynarodowych rynków finansowych stanowiła istotny czynnik ułatwiający rozwój banków, które wykorzystywały swoje dobre ratingi kredytowe i możliwość dostępu do europejskich rynków na podstawie postanowień Porozumienia EOG. W 2005 r. banki islandzkie zaciągnęły pożyczkę w wysokości 14 mld EUR na rynkach zagranicznych dłużnych papierów wartościowych, przy czym pożyczka ta została udzielona na stosunkowo korzystnych warunkach. Gdy dostęp do europejskich rynków dłużnych papierów wartościowych stał się bardziej ograniczony, banki zaczęły finansować swoją działalność na rynkach amerykańskich, przekształcając islandzkie dłużne papiery wartościowe w instrumenty typu CDO. W okresie poprzedzającym ich upadek banki stawały się w coraz większym stopniu zależne od pożyczek krótkoterminowych, co doprowadziło do powstania poważnego ryzyka refinansowania.
Pod koniec 2007 r. banki znajdowały się w posiadaniu aktywów o wartości dziewięciokrotnie wyższej niż PKB Islandii. Już w 2006 r. zwracano uwagę, iż Bank Centralny Islandii nie jest w stanie sprawować należytego nadzoru nad systemem bankowym i wyrażano wątpliwość co do jego zdolności do pełnienia roli pożyczkodawcy ostatniej instancji. Pod koniec 2007 r. kwota krótkoterminowego zadłużenia Islandii (zaciągniętego głównie na potrzeby finansowania działalności banków) była 15-krotnie wyższa od wysokości rezerwy walutowej, a wartość depozytów zagranicznych utrzymywanych przez trzy największe banki 8-krotnie przekraczała poziom tej rezerwy. Kwota środków przechowywanych w Funduszu Gwarancyjnym Deponentów i Inwestorów była minimalna w porównaniu z wartością depozytów bankowych, które miał on zabezpieczać. Powyższe czynniki przyczyniły się do zwiększenia podatności Islandii na wybuch paniki bankowej.
Globalne obniżenie poziomu płynności na rynkach finansowych, które zaczęło być odczuwalne w 2007 r., doprowadziło ostatecznie do upadku trzech głównych banków islandzkich, których dalsza działalność gospodarcza stawała się w coraz większym stopniu zależna od ich zdolności do pozyskiwania środków finansowych na rynkach międzynarodowych.
W latach poprzedzających bankructwo banków rozszerzały one swoje bilanse i portfele kredytowe w stopniu, który przekraczał ich zdolności operacyjne i zarządcze. Łączne aktywa trzech banków uległy wzrostowi wykładniczemu z 1,4 bln ISK w 2003 r. do 14,4 bln ISK pod koniec drugiego kwartału 2008 r. Znaczna część wzrostu odnotowanego przez trzy banki była związana z działalnością polegającą na udzielaniu pożyczek stronom zagranicznym, która uległa znaczącemu nasileniu w 2007 r., w szczególności po wybuchu międzynarodowego kryzysu płynnościowego. Znaczna część ww. nasilenia działalności kredytowej wynikała z faktu, iż banki udzielały pożyczek przedsiębiorstwom, którym nie udało się zaciągnąć kredytu gdzie indziej. Bankowość inwestycyjna, wiążąca się nieodzownie z większym ryzykiem, była coraz istotniejszym elementem działalności banków, a ich wzrost przyczynił się do nasilenia problemów.
Jednocześnie islandzkie organy nadzorcze nie miały wiarygodności niezbędnej w sytuacji braku pożyczkodawcy ostatniej instancji dysponującego wystarczającymi środkami finansowymi. Islandzki urząd nadzoru finansowego (FME) i islandzki bank centralny (BIC) nie dysponowały wystarczającą wiedzą ekspercką ani doświadczeniem, aby móc regulować działalność banków w okresie trudności gospodarczych. Na przykład FME nie podlegało wzrostowi w tym samym stopniu, co banki, a praktyki stosowane przez organ regulacyjny pozostały w tyle za gwałtownymi zmianami zachodzącymi w działalności banków.

## Otoczenie makroekonomiczne
Wśród konsekwencji kryzysu gospodarczego należy wymienić gwałtowny wzrost stopy bezrobocia z poziomu 1,6% w 2008 r. do 8% w 2009 r., wzrost inflacji i spadek poziomu płacy realnej. Ponadto odnotowano nagły wzrost zadłużenia przedsiębiorstw i zobowiązań zaciągniętych w sprawach wynikających z zaspokajania zwykłych potrzeb rodziny oraz udziału kredytów zagrożonych w portfelach kredytowych banków, a także zwiększenie liczby przypadków przejmowania przez nowe banki przedsiębiorstw znajdujących się w trudnej sytuacji finansowej. Jednocześnie wysokie koszty restrukturyzacji systemu bankowego finansowane ze środków publicznych doprowadziły do gwałtownego wzrostu deficytu fiskalnego i poważnego zwiększenia długu publicznego.
Uwzględniając rozmiary islandzkiej gospodarki, kryzys ten jest największym, jaki kiedykolwiek zaistniał w historii. Kryzys miał bardzo poważne, negatywne konsekwencje dla islandzkiej gospodarki: islandzka waluta (korona islandzka) straciła ok. 35% wartości, czego skutkiem było zawieszenie międzynarodowej wymienialności waluty, kapitalizacja islandzkiej giełdy spadła o ponad 90%. Ponadto nastąpiła głęboka recesja.
Po okresie głębokiej recesji, w drugiej połowie 2011 r. sytuacja gospodarcza uległa poprawie, a wzrost PKB mierzony w perspektywie całego roku był o 3,1% wyższy niż w roku poprzednim.
Wzrost gospodarczy odnotowany w 2011 r. był spowodowany głównie zwiększeniem popytu krajowego, w szczególności wzrostem spożycia w sektorze prywatnych gospodarstw domowych o 4%. Poprawie sytuacji gospodarczej towarzyszył wzrost płac i świadczeń społecznych, a także podjęcie określonych inicjatyw politycznych mających na celu zmniejszenie obciążenia w zakresie zobowiązań zaciągniętych w sprawach wynikających z zaspokajania zwykłych potrzeb rodziny, w tym wprowadzenie tymczasowych dotacji na spłatę odsetek, zamrożenie rat kredytów oraz wcześniejsze wypłacenie prywatnych oszczędności emerytalnych.
Sytuacja gospodarcza poprawiła się również w 2012 roku – spadło bezrobocie, zmniejszył się deficyt budżetowy, spłacona została pożyczka z MFW.